# Wu Jinghua
Wu Jinghua född i januari 1931 i Mianning, Sichuan, död 19 oktober 2007 i Peking, var en kinesisk kommunistisk politiker, som tillhörde yi-folket.
Han gick med i Kinas kommunistiska parti 1949 och var länge aktiv som partikader i sin hemregion i Liangshan i Sichuan-provinsen. 
Han var partisekreterare i den autonoma regionen Tibet 1985-1988 och försökte då genomföra en liberalisering i politiken, men avskedades från denna post i samband med upploppen i Lhasa i slutet på 1980-talet.